# Kicking Horse Pass
Kicking Horse Pass és una collada (pas de muntanya) que té una altitud de 1.627 m, (5.339 peus) i està situat a les muntanyes Rocoses del Canadà en el límit entre les províncies d'Alberta i la Colúmbia Britànica a les coordenades 51° 27′ 10″ N, 116° 17′ 00″ O / 51.45278°N,116.28333°O. Travessa la divisòria continental nord-americana. Es troba dins els parcs naturals de Yoho i Banff National Park. La línia principal del ferrocarril Canadian Pacific Railway (CPR) va ser construïda entre Lake Louise i Field (British Columbia) en la dècada de 1880, en lloc de fer-ho per Yellowhead Pass com estava planejat en un principi.
Aquesta collada va ser explorada pels europeus el 1858 en l'expedició Palliser. Aquesta collada i el riu Kicking Horse van rebre aquest nom després que el geòleg de l'expedició James Hector, va rebre un op del seu cavall quan explorava aquesta regió.
Finalment la CPR va obrir uns túnels el 1909 per a facilitar la ruta.